# (14623) Kamoun
(14623) Kamoun (1998 UE24) – planetoida z pasa głównego asteroid okrążająca Słońce w ciągu 3,57 lat w średniej odległości 2,33 j.a. Odkryta 17 października 1998 roku.